# 경주 귀래정
경주 귀래정(慶州 歸來亭)은 대한민국 경상북도 경주시 강동면 다산리에 있는 조선시대의 정자 건축물이다. 1991년 5월 14일 경상북도의 민속문화재 제94호로 지정되었으며, 2019년 11월 14일 대한민국의 보물로 지정 예고를 거쳐, 2019년 12월 30일 대한민국의 보물 제2052호로 승격되었다.

## 개요
조선 영조 31년(1755)에 여강 이씨 천서문중에서 지은 건물이다. 조선 중종 때 문과에 급제한 후 병조좌랑, 예조정랑을 거쳐 홍문관 검교를 지낸 바 있는 이철명(1495∼?) 선생을 추모하여 1930년에 귀래정으로 하였다.
귀래정은 육각평면 구성으로 구조결구법과 조원구성의 독특성을 지니고 있어 한국 전통건축과 조원연구의 귀중한 자료로 평가되고 있다.

## 보물 지정 사유
「경주 귀래정」은 『천서가숙상량문(川西家塾上樑文), 1755』에 의하면 지헌공파에서 공부를 하기 위한 공간이 없자 이를 의논한 결과 가숙을 지을 터를 정리하고 그 자리에 숭정기원후삼 을해(崇禎紀元後三乙亥)인 조선후기 1755년(영조 31)에 천서가숙을 건립하였다고 전한다.
육각형의 평면 형태를 갖는 정자로 정면 방향은 마루, 배면 방향은 온돌방과 출입공간으로 구성되어 있는데, 육각형 정자 중 이러한 공간구획을 갖는 경우는 드물어 유래를 찾기가 어렵다. 육각형 평면을 교묘하게 처리하여 온돌방과 누마루를 매우 짜임새있게 배치하고 자투리 공간을 최대한 이용한 매우 놀라운 평면 활용의 기지가 돋보이는 정자이다.
평면은 육각인 반면 지붕은 모임지붕(하나의 꼭짓점에서 지붕골이 모이는 지붕)을 하지 않고 팔작지붕으로 구성하여 몸체와 가구 연결부가 독특하게 구성된 보기 드문 건물이다.
귀래정은 온돌방 정면에 외여닫이 세살창(세로살은 꽉 채우고 가로살은 위아래와 중간에 3~4가 닥만 붙인 살창)과 들어열개문(문짝 전체를 걸쇠에 들어 걸게 만든 문)을 사용하며, 들어열개문 은 세살창을 접고 위에 있는 걸쇠에 걸면 방과 대청이 트여있어 공간의 경계를 없애 한 공간으로 구성할 수 있다. 일반적인 들어열개 문은 1:1로 분합문으로 구성되어 있는데, 귀래정의 들어열개문은 2/3의 들어열개문과 1/3의 세살창으로 보기드문 독특한 창호 구성이다.
봉화 청암정(명승 제60호)처럼 연지가 건물을 감싸는 특이한 형태로 조성한 경우는 흔치 않은 사례이며, ㄴ 자형의 연지와 정자의 구성 그리고 독특한 조경구성 등 전통 정원 및 별서를 연구하는 데도 귀중한 자료로 활용될 수 있어 학술적 가치가 높다.
귀래정은 육각형 평면에 마루, 온돌방, 벽장 등이 교묘하게 분할 구성된 점, 원형과 방형의 기둥이 조화롭게 사용된 점, 마루의 바닥높이에 차이를 두어 외부공간과 자연스럽게 연결을 추구한 수법과 더불어 육각 평면위에 팔작지붕을 꾸미는 독특한 목구조결구방식 등 다양한 부분에서 전통건축의 구조기법을 연구할 수 있는 중요한 자료로 평가된다.
이처럼 귀래정은 조선시대 정자 건축과 별서정원의 뛰어난 수법이 잘 보존되어 있어 역사적, 학술적, 예술적, 건축적 가치가 뛰어나 국가지정문화재(보물)로 지정하기에 충분하다.

## 참고 문헌
- 경주 귀래정 - 국가유산청 국가유산포털